# Anatolij Kinach
Anatolij Kyryłowycz Kinach, ukr. Анатолій Кирилович Кінах (ur. 4 sierpnia 1954 w Brătușeni) – ukraiński polityk i działacz gospodarczy, były premier, wicepremier i minister w kilku rządach.

## Życiorys
Z wykształcenia inżynier, absolwent Leningradzkiego Instytutu Budowy Okrętów. Pracował w stoczniach w Tallinnie i Mikołajowie. W latach 1992–1994 był przedstawicielem prezydenta w obwodzie mikołajowskim, a następnie do 1995 przewodniczącym rady obwodowej. W latach 1995–1996 pełnił funkcję wicepremiera ds. polityki przemysłowej. W 1996 został przewodniczącym Ukraińskiego Związku Przemysłowców i Przedsiębiorców. Należał do liderów Partii Ludowo-Demokratycznej, którą opuścił w 2000, zakładając własne ugrupowanie (Partię Przemysłowców i Przedsiębiorców Ukrainy).
W latach 1999–2001 był ponownie wicepremierem w rządzie Wiktora Juszczenki. 29 maja 2001 został powołany na urząd premiera. W wyborach parlamentarnych w 2002 uzyskał mandat deputowanego (jako wicelider listy Za Jedyną Ukrainę), którego nie objął, pozostając na czele rządu. Jednak już do 21 listopada 2002 został zastąpiony na tej funkcji przez Wiktora Janukowycza.
Kandydował w wyborach prezydenckich w 2004, w których uzyskał szósty wynik (0,93% głosów). Po pierwszej turze zdecydował się poprzeć Wiktora Juszczenkę, następnie aktywnie uczestniczył w pomarańczowej rewolucji.
4 lutego 2005 objął funkcję pierwszego wicepremiera ds. polityki przemysłowej w rządzie Julii Tymoszenko. Po powołaniu rządu Jurija Jechanurowa został sekretarzem Rady Bezpieczeństwa Narodowego i Obrony Ukrainy. W 2006 wybrano go posłem (był drugi na liście Bloku Nasza Ukraina).
W marcu 2007 przeszedł na stronę Wiktora Janukowycza, przyjmując propozycję objęcia funkcji ministra gospodarki. Wkrótce formalnie zrezygnował z przewodniczenia PPPU i jako bezpartyjny kandydat znalazł się na liście wyborczej Partii Regionów, uzyskując w przedterminowych wyborach parlamentarnych po raz kolejny mandat deputowanego, który utrzymał także w 2012. W parlamencie zasiadał do 2014. Powrócił w tym samym roku do kierowania PPPU.
Odznaczony Orderem Księcia Jarosława Mądrego klasy V i IV.